# Hephaestus tulliensis
Hephaestus tulliensis és una espècie de peix pertanyent a la família dels terapòntids.

## Descripció
- Pot arribar a fer 30 cm de llargària màxima.
- 7 espines i 11-12 radis tous a l'aleta dorsal i 3 espines i 7-10 radis tous a l'anal.
- En comparança amb Hephaestus fuliginosus, aquesta espècie no té la banda fosca a la base de l'aleta pectoral.[4][5]

## Reproducció
Els mascles assoleixen la maduresa sexual en arribar als 13 cm de llargària i la reproducció té lloc entre el juliol i l'octubre.

## Alimentació
Menja una àmplia gamma de macroinvertebrats (com ara, crustacis i insectes terrestres i aquàtics) i algues.

## Hàbitat
És un peix d'aigua dolça, bentopelàgic i de clima tropical.

## Distribució geogràfica
Es troba al nord-est de Queensland (Austràlia).

## Observacions
És inofensiu per als humans.